# Гачуча
Гачуча (Гочуча, адыг. Гъучӏыч) — река в России, протекает в Гиагинском районе республики Адыгея. Длина реки около 7 км (с учётом балки Занина — 21 км).
Истоками реки являются водотоки балок Павлова и Занина (длина — 6 км). Они стекают с лесных массивов, расположенных в южной части республики, в их среднем течении есть несколько озёр. В низовьях балки Павлова расположен хутор Колхозный, в средней части балки Занина — хутор Красный Пахарь. На месте их устья находится хутор Днепровский. В среднем течении Гачучи расположен хутор Михельсоновский и сравнительно большое озеро. Устье Гачучи — впадение в реку Фарс, на юге села Сергиевского.
На 5-вёрстной карте Кавказа за 1877 год и карте Кавказского края 1941—1948 годов указана лишь река Пшихо-гачече (Пшигого-чече). Так раньше обозначалась балка Занина. По мнению Данильченко А. Е, это название пошло от адыг. Псыгъэгъукӏэкӏэй, что переводится как «долина, делающая воду ржавой». Балка Павлова называлась Куджир, это название пошло от адыг. Къуджыр — «мелкий кустарник». Сама Гачуча была известна как Куджир-Гачиче.